# Bela Pratapgarh
Bela Pratapgarh es una ciudad y municipio situada en el distrito de Pratapgarh en el estado de Uttar Pradesh (India). Su población es de 76133 habitantes (2011). 

## Demografía
Según el censo de 2011 la población de Bela Pratapgarh era de 76133 habitantes, de los cuales 39128 eran hombres y 37005 eran mujeres. Bela Pratapgarh tiene una tasa media de alfabetización del 83,86%, superior a la media estatal del 67,68%: la alfabetización masculina es del 88,80%, y la alfabetización femenina del 78,66%.